# Rioteria submacula
Rioteria submacula är en tvåvingeart som beskrevs av Herting 1973. Rioteria submacula ingår i släktet Rioteria och familjen parasitflugor. Inga underarter finns listade i Catalogue of Life.